# The Sound
Ne pas confondre avec le groupe suédois The Sounds
Pour les articles homonymes, voir Sound.
The Sound est un groupe de post-punk britannique, originaire de Londres, en Angleterre. Il est formé par Adrian Borland en 1979 à South London, et auteur de sept albums jusqu'à sa séparation en 1987. 

## Biographie

### Débuts et majors
The Sound est un groupe post-punk underground des années 1980 au succès reposant fortement sur la personnalité de son chanteur-guitariste Adrian Borland. Sur scène, ce dernier, dont le chant impliqué  évoque parfois le timbre d'un Jeffrey Lee Pierce, devait par son jeu de guitare attirer la reconnaissance d'un public restreint mais fidèle. À cette période, le groupe tourne en Europe, et se popularise probablement plus lors de leur passage aux Pays-Bas.
La formation est originellement composée de Borland au chant et à la guitare, de Graham Bailey à la basse, de Mike Dudley à la batterie et de Bi Marshall aux claviers, remplacé par Colvin « Max » Meyers. Leur signature chez Korova, un label post-punk qui produisait également Echo and the Bunnymen, aurait dû leur ouvrir la route du succès. En résultent trois albums :  Jeopardy en 1980, From the Lions Mouth en 1981 et All Fall Down en 1982. Malgré l'accueil louangeur et unanime fait par la critique au second album, le succès du groupe reste un succès d'estime, à l'exception des Pays-Bas où le succès est un peu plus large. Leur label WEA ne s'investit par dans la publicité de ce dernier, et le groupe décide de s'en séparer.

### Changement de label
Par la suite, après avoir été approché par plusieurs labels, ils signent avec le label Statik, chez qui ils publient Shock of Daylight en 1984 suivi par l'album Heads and Hearts en 1985. Cette même année, Borland commence à montrer des problèmes de santé mentale, qui empirent sans doute à cause des frustrations liées à sa carrière.
Ils sortent ensuite l'album In the Hothouse, enregistré en public en août 1985 au Marquee à Londres. Le groupe enregistre un sixième album, Thunder Up pour le label belge Play It Again Sam, en 1987, puis se sépare. Ne s'étant vraisemblablement jamais remis de l'échec public de The Sound, Borland souffrait d'un trouble schizoaffectif et ne peut assumer les dernières dates prévues. Il poursuit une carrière solo avec cinq albums. Adrian Borland met fin à ses jours en avril 1999,. 

### Post-séparation
Propaganda, un album de morceaux enregistrés entre mai et juin 1979 lorsque le groupe transitait avec Outsiders, est publiée en 1999. Un second disque post-séparation, The BBC Recordings, est publié en 2004, compilant deux sessions de radio et deux concerts. 
L'œuvre de The Sound est intégralement rééditée en CD par le label britannique Renascent entre 1996 et 2004. Adrian Borland, accompagné de membres de The Sound, a aussi réalisé des enregistrements sous un autre nom. Il s'agit de Second Layer, sous lequel sont sortis un album et deux EP qui n'ont pas été réédités en CD.

## Discographie

### Albums studio
- 1980 : Jeopardy
- 1981 : From the Lions Mouth
- 1982 : All Fall Down
- 1985 : Heads and Hearts
- 1987 : Thunder Up
- 1999 : Propaganda 1979 tracks

### Albums live
- 1985 : In the Hothouse
- 2004 : The BBC Recordings
- 2006 : The Dutch Radio Recordings 1. 08.03.81 Amsterdam, Paradiso
- 2006 : The Dutch Radio Recordings 2. 09.04.82 Utrecht, No Nukes Festival
- 2006 : The Dutch Radio Recordings 3. 24.01.83 Arnhem, Stokvishal
- 2006 : The Dutch Radio Recordings 4. 01.07.84 Den Haag, Parkpop Festival
- 2006 : The Dutch Radio Recordings 5. 09.04.85 Utrecht, Vrije Vloer

### EPs et singles
- 1979 : Physical World (EP)
- 1980 : Heyday
- 1981 : Sense of Purpose
- 1981 : Live Instinct (EP)
- 1982 : Hot House
- 1982 : Party of the Mind
- 1983 : This Cover Keeps Reality Unreal (EP avec Kevin Hewick)
- 1983 : Mining for Heart et Golden Soldiers / Tetra Kilo (avec Ensemble Pittoresque)
- 1984 : Shock of Daylight (EP)
- 1984 : Counting the Days (single)
- 1984 : One Thousand Reasons
- 1984 : Golden Soldiers
- 1985 : Temperature Drop
- 1985 : Under You
- 1987 : Iron Years
- 1987 : Hand of Love

### Compilations
- 1986 :  Counting the Days (compilation)
- 1996 : Shock of Daylight & Heads and Hearts
- 2014 : Jeopardy • From The Lion's Mouth • All Fall Down ...Plus (coffret)
- 2015 : Shock of Daylight • Heads and Hearts • In the Hothouse • Thunder Up • Propaganda (coffret)